# Ричмонд (Міссурі)
Ричмонд (англ. Richmond) — місто (англ. city) в США, в окрузі Рей штату Міссурі. Населення — 6013 особи (2020).

## Географія
Ричмонд розташований за координатами 39°16′32″ пн. ш. 93°58′24″ зх. д. / 39.27556° пн. ш. 93.97333° зх. д. (39.275595, -93.973464).  За даними Бюро перепису населення США в 2010 році місто мало площу 15,28 км², з яких 15,23 км² — суходіл та 0,05 км² — водойми.

## Демографія
Згідно з переписом 2010 року, у місті мешкало 5797 осіб у 2430 домогосподарствах у складі 1475 родин. Густота населення становила 379 осіб/км².  Було 2777 помешкань (182/км²).
Расовий склад населення:
| - 93,7 % — білих - 3,2 % — чорних або афроамериканців - 0,4 % — корінних американців - 0,4 % — азіатів - 0,2 % — вихідців з тихоокеанських островів |

До двох чи більше рас належало 1,9 %. Частка іспаномовних становила 2,1 % від усіх жителів.
За віковим діапазоном населення розподілялося таким чином: 23,2 % — особи молодші 18 років, 58,6 % — особи у віці 18—64 років, 18,2 % — особи у віці 65 років та старші. Медіана віку мешканця становила 39,5 року. На 100 осіб жіночої статі у місті припадало 86,9 чоловіків;  на 100 жінок у віці від 18 років та старших — 82,8 чоловіків також старших 18 років.
Середній дохід на одне домашнє господарство  становив 49 162 долари США (медіана — 40 154), а середній дохід на одну сім'ю — 58 680 доларів (медіана — 51 134). Медіана доходів становила 38 171 долар для чоловіків та 31 964 долари для жінок. За межею бідності перебувало 23,7 % осіб, у тому числі 34,2 % дітей у віці до 18 років та 15,1 % осіб у віці 65 років та старших.
Цивільне працевлаштоване населення становило 2437 осіб. Основні галузі зайнятості: освіта, охорона здоров'я та соціальна допомога — 28,8 %, виробництво — 15,6 %, науковці, спеціалісти, менеджери — 9,8 %, роздрібна торгівля — 7,6 %.